# A nyughatatlan
A nyughatatlan (Walk the Line) 2005-ben bemutatott amerikai-német életrajzi film James Mangold rendezésében. A film Johnny Cash countryénekes életét mutatja be. A film címszereplőjét Joaquin Phoenix, feleségét, June Cartert pedig Reese Witherspoon alakítja. A filmet 5 Oscar-díjra jelölték.  A 78. Oscar gálán Reese Witherspoon végül elnyerte a legjobb színésznőnek járó Oscar díjat. A film bevétele 186 millió amerikai dollár volt.

## Szereplők
| Szerep          | Színész               | Magyar hang (2006)    |
| --------------- | --------------------- | --------------------- |
| Johnny Cash     | Joaquin Phoenix       | László Zsolt          |
| June Carter     | Reese Witherspoon     | Németh Borbála        |
| Vivian Cash     | Ginnifer Goodwin      | Hámori Eszter         |
| Ray Cash        | Robert Patrick        | Németh Gábor          |
| Sam Phillips    | Dallas Roberts        | Vári Attila           |
| Luther Perkins  | Dan John Miller       | Seder Gábor           |
| Marshall Grant  | Larry Bagby           | Besenczi Árpád        |
| Carrie Cash     | Shelby Lynne          | Kiss Erika            |
| Elvis Presley   | Tyler Hilton          | Kossuth Gábor         |
| Jerry Lee Lewis | Waylon Payne          | Bede Fazekas Szabolcs |
| Waylon Jennings | Shooter Jennings      | Elek Ferenc           |
| Maybelle Carter | Sandra Ellis Lafferty | Szabó Éva             |
| Ezra Carter     | Dan Beene             | Kristóf Tibor         |
| W.S. Holland    | Clay Steakley         |                       |
| Roy Orbison     | Johnathan Rice        |                       |
| Carl Perkins    | Johnny Holiday        | Takátsy Péter         |
| J.R. gyerekként | Ridge Canipe          | Baradlay Viktor       |
| Jack Cash       | Lucas Till            | Jelinek Márk          |